# قاسم تقی‌زاده خامسی
قاسم تقی‌زاده خامسی (زاده ۱۳۳۴) شهردار پیشین مشهد است. وی در ۲۴ مرداد ۱۳۹۶ از سوی شورای شهر پنجم مشهد به عنوان شهردار انتخاب شده بود و حکم وی به عنوان شهردار مشهد در ۲۵ شهریور ۱۳۹۶ از سوی وزارت کشور صادر شد اما در ۲۶ آبان ۱۳۹۷ به‌موجب قانون منع به‌کارگیری بازنشستگان از شهرداری مشهد کنار رفت. خامسی دارای تجربه ۲۵ ساله در توسعه شهری است. وی ۶ سال معاون خدمات شهری غلامحسین کرباسچی در دورهٔ حضورش در شهرداری تهران بوده‌است.
خامسی به موجب حکم رضا اردکانیان، وزیر وقت نیرو در تاریخ ۱۳ بهمن سال ۱۳۹۷ علی‌رغم بازنشستگی و با وجود قانون منع به‌کارگیری بازنشستگان به عنوان معاون امور آب و آبفای وزارت نیرو و رئیس هیئت مدیره و مدیر عامل شرکت مدیریت منابع آب ایران منصوب شد که مسئولیتش در این سمت تا آبان ۱۴۰۰ ادامه داشت.